# Йорк-стрит (линия Шестой авеню, Ай-эн-ди)
|   |   |   |   |
| · | · | · | · |

|   |   |   |   |
| · | · | · | · |

«Йорк-стрит» (англ. York Street) — станция Нью-Йоркского метрополитена, расположенная на линии Шестой авеню, Ай-эн-ди. Станция находится в Бруклине, в DUMBO, на пересечении Йорк-стрит с Джей-стрит. На станции останавливаются маршруты F (круглосуточно) и <F> (в часы пик в пиковом направлении).
Эта станция глубокого заложения. Представляет собой одну островную платформу, расположенную на двухпутном участке линии IND Sixth Avenue Line, с южного конца тоннеля Rutgers Street Tunnel. Так как станция расположена глубоко, то тоннели имеют круглую форму. Никаких особенных мозаик станция не имеет, только плиточная отделка. Имеется единственный выход, расположенный с северного конца платформы, который приводит к перекрёстку Йорк-стрит с Джей-стрит. Раньше был и южный выход, но потом он был запечатан.

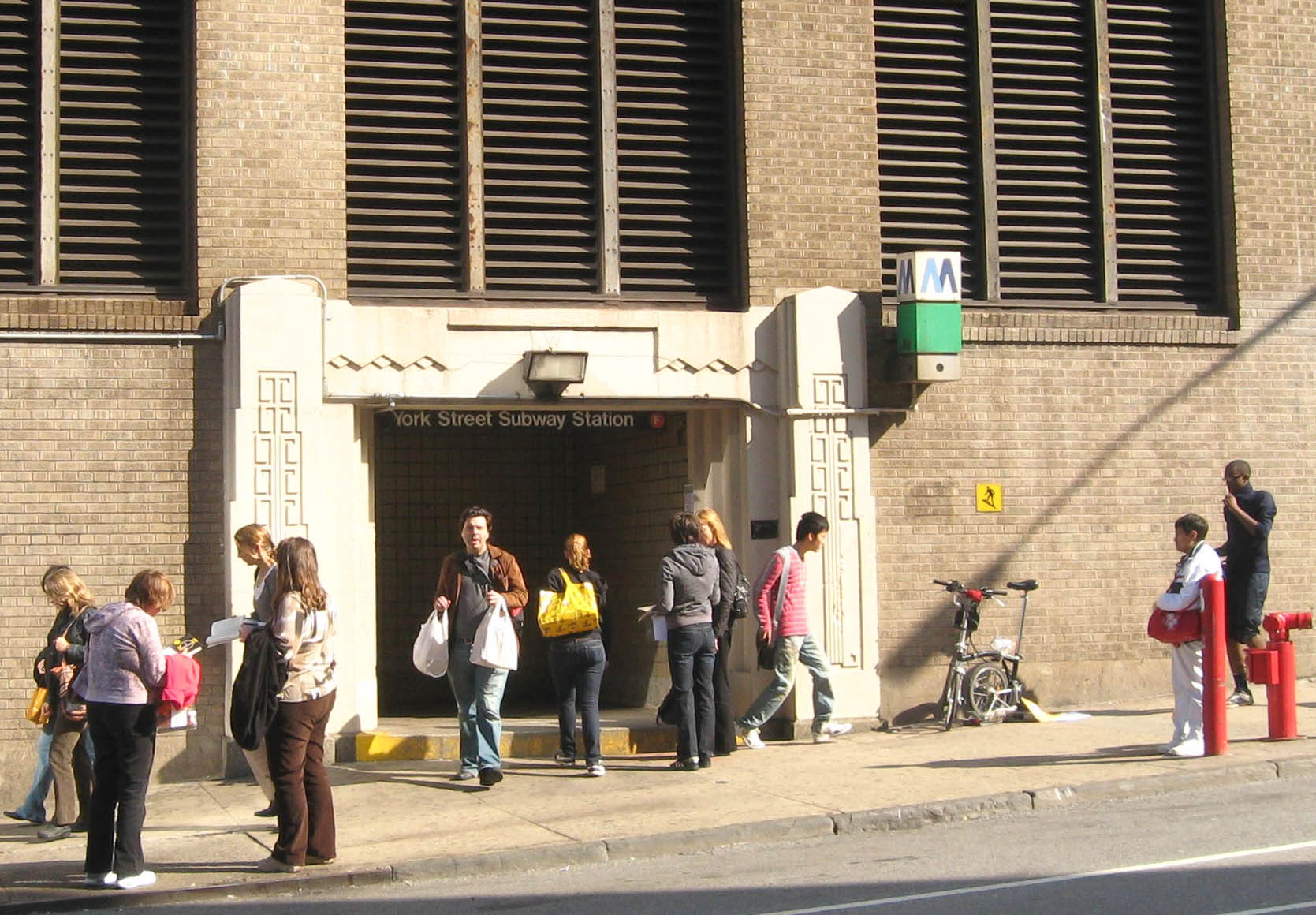
Вход на станцию

К северу от этой станции IND Sixth Avenue Line продолжается через тоннель Rutgers Street Tunnel. К югу линия «сливается» с IND Eighth Avenue Line. Место слияния и является самой южной точкой IND Sixth Avenue Line, следовательно York Street — самая южная станция линии и к тому же единственная её станция, расположенная в Бруклине.